# Гомес Гарридо, Камило Эрнесто
Камило Эрнесто Гомес Гарридо (исп. Camilo Ernesto Gómez Garrido; род. 23 октября 1987, Ольгин, Куба) — кубинский шахматист, мастер ФИДЕ (2005), международный мастер (2008), гроссмейстер (2016). Представляет провинцию Ольгин.
Серебряный призёр чемпионата Кубы по блицу 2015 года, бронзовый призёр открытого чемпионата Канады 2019 года.
Неоднократный участник финалов чемпионата Кубы. В турнире 2017 года не проиграл ни одной партии, но занял лишь пятое место.

## Таблица результатов
| Год  | Город           | Турнир                                     | + | − | = | Результат | Место |
| ---- | --------------- | ------------------------------------------ | - | - | - | --------- | ----- |
| 2013 | Панама          | Panama Chess Open                          | 5 | 0 | 4 | 7 из 9    | 2     |
| 2014 | Сиджес          |                                            | 5 | 1 | 3 | 6½ из 9   | [ 7 ] |
| 2015 | Санта-Клара     | Чемпионат Кубы по блицу                    |   |   |   | 5½ из 7   | 2     |
| 2016 | Монкада-и-Решак |                                            | 5 | 0 | 4 | 7 из 9    | [ 8 ] |
| 2017 | Вилья-Клара     | 54-й чемпионат Кубы по шахматам            | 1 | 0 | 8 | 5 из 9    | 5     |
| 2019 | Реджайна        | 55-й открытый чемпионат Канады по шахматам | 3 | 0 | 2 | 4 из 5    | 3     |

## Изменения рейтинга
| Графики недоступны из-за технических проблем. См. информацию на Фабрикаторе и на mediawiki.org. |